# Кауан, Алешандре
Кауан Алешандре Мартинс де Паула (Кауан; порт. Kauan Alexandre Martins de Paula; 12 июля 2000 года, Пирасикаба, Бразилия) — бразильский футболист, защитник.

## Биография
Воспитанник «Пирасикабы». Некоторое время выступал за молодежный состав «Коринтианса», затем играл в Серии D за «Марилию», а также за «Гемио» (Анаполис).
Зимой 2023 года переехал в Европу и заключил контракт с эстонским клубом «Нарва-Транс». В своем первом зарубежном сезоне Кауану удалось выиграть вместе с командой Кубок страны. После окончания чемпионата не остался в команде.

## Достижения
- Обладатель Кубка Эстонии (1): 2022/23.